# Такелот I
Такелот I (Hedjkheperre Setepenre Takelote) е фараон от либийската 22-ра династия. Управлява ок. 889 – 874 г. пр.н.е. или 885 – 872 г. пр.н.е.

## Произход и управление
Такелот I е син и наследник на Осоркон I.
След възкачването на Такелот I започва междуособен конфликт с неговия полубрат Шешонк II (ок. 885 г. пр.н.е.), върховен жрец на Амон в Тива, издигнат като фараон в Горен Египет. Такелот I временно възстановява контрола над Тива, но там се появява нов претендент, Харсиесе А (ок. 880 – 860 г. пр.н.е.), върховен жрец Амон и внук на Осоркон I. Горен Египет практически се откъсва от властта на Такелот I, съдейки по датировките в Карнак, които отчитат годините му, без да го споменават поименно. Едва при неговия син и наследник Осоркон II династията отново се обединява и стабилизира.
За управлението на Такелот I са открити малко свидетелства. Изследователите предполагат, че то продължава поне 14 години, но само 9-а година е потвърдена със сигурност. Липсват монументи от времето на Такелот I. Той е бил препогребан в NRT I, гробницата на неговия син Осоркон II.